# Andrzej Szydło
Andrzej Mariusz Szydło (ur. 1974 w Krakowie) – polski urzędnik służby cywilnej i dyplomata.

## Życiorys
Andrzej Szydło ukończył krakowskie Technikum Łączności ze specjalnością – elektroniczne systemy i maszyny cyfrowe. Uzyskał tytuł magistra italianistyki na Uniwersytecie Jagiellońskim. W 2000 rozpoczął aplikację dyplomatyczno-konsularną Ministerstwa Spraw Zagranicznych. W tym samym roku uzyskał uprawnienia tłumacza przysięgłego języka włoskiego.
Po ukończeniu aplikacji, w roku 2002 został członkiem służby zagranicznej w stopniu attaché. Rok później wyjechał do pracy w Konsulacie Generalnym RP w Mediolanie na stanowisku Kierownika Zespołu do spraw Opieki Konsularnej, które piastował do 2009. Od 2005 urzędnik służby cywilnej. W latach 2009–2010 był dyżurnym w Centrum Operacyjnym MSZ. Od 2010 do 2012 delegat RP do Grupy Roboczej Rady Unii Europejskiej do spraw konsularnych. W 2011 objął funkcję zastępcy przewodniczącego Grupy Roboczej Rady UE do spraw konsularnych w ramach Prezydencji Polski w Radzie UE. W latach 2010–2012, jako Koordynator Opieki Konsularnej w Sytuacjach Nadzwyczajnych w Departamencie Konsularnym MSZ zajmował się m.in. ewakuacją polskich obywateli w czasie Arabskiej wiosny. Od 2012 do 2014 był konsulem generalnym RP w Montrealu. W latach 2015–2019 kierował referatem do spraw współpracy z Polonią i dyplomacji publicznej i kulturalnej w Konsulacie Generalnym RP w Toronto. Od stycznia 2020 Konsul RP i kierownik Wydziału Konsularnego Ambasady RP w Paryżu. W sierpniu 2024 objął obowiązki kierownika Wydziału Konsularnego I Polonii Ambasady RP w Rabacie.
W 2010 „za zasługi w działalności na rzecz służby zagranicznej” został odznaczony Brązowym Krzyżem Zasługi.
Zna języki francuski, angielski i włoski. Żonaty, ojciec dwójki dzieci.